# 839 Valborg
Valborg (asteroide 839) é um asteroide da cintura principal com um diâmetro de 20,39 quilómetros, a 2,2116246 UA. Possui uma excentricidade de 0,1538848 e um período orbital de 1 543,54 dias (4,23 anos).
Valborg tem uma velocidade orbital média de 18,42263671 km/s e uma inclinação de 12,60576º.
Este asteroide foi descoberto em 24 de Setembro de 1916 por Max Wolf.